# Burgess Hill
Pour les articles homonymes, voir Burgess.
Burgess Hill est une ville du Sussex de l'Ouest, en Angleterre. Elle est située dans le district du Mid Sussex, à la frontière avec le Sussex de l'Est et à une quinzaine de kilomètres au nord de la cité de Brighton et Hove.
Au moment du recensement de 2001, elle comptait 28 803 habitants.

## Économie

### Nationale et internationale
Burgess Hill abrite les bureaux de nombreuses entreprises nationales et internationales dont beaucoup sont basées dans l'un des quatre parc d'activités dans et autour de la ville. La Burgess Hill Business Parks Association gère la zone. Elle représente environ 200 entreprises, emploie environ 8 000 personnes, avec un chiffre d'affaires annuel de 2 milliards de livres.
Victoria Business Park est le plus grand des deux parcs de la ville, au sud-ouest, avec le plus petit Sheddingdean Business Park au nord. Les habitants de la ville peuvent également se rendre à Ditchling Common Industrial Estate, un autre petit parc commercial juste de l'autre côté de la frontière du comté, ou au Bolney Business Park, situé à proximité de l'A2300 entre Burgess Hill et Hickstead.

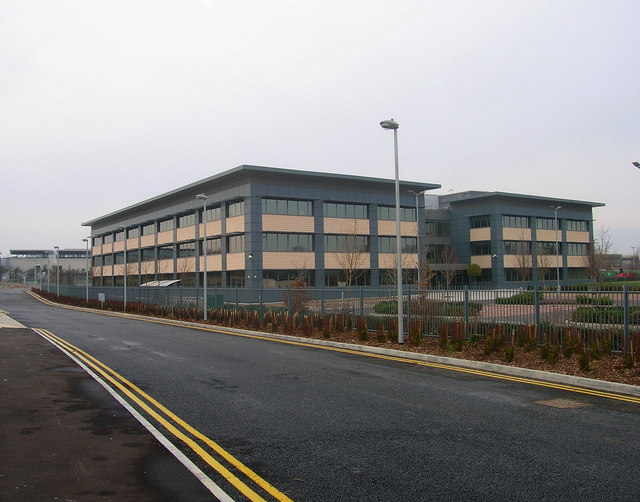
Hoffmann-La Roche, bureaux à Victoria Business Park.

Filofax a son siège social britannique dans la ville. Technetix y a son siège mondial  et les bureaux de Roche à Burgess Hill y ont le siège de leurs diagnostiques.
American Express, CAE,  Honeywell, Porsche et Rockwell Collins ont également des bureaux dans la localité. Près de la moitié des personnes employées à Burgess Hill's sont des résidents. De nombreux résidents se rendent dans des villes voisines telles que Horsham, Lewes ou Haywards Heath, où travaillent 11% de la population de Burgess Hill, ou des centres d'emploi plus importants comme Crawley et Gatwick (11%), Londres (8%) ou Brighton et Hove (7%). De même, les habitants des villages et villes environnants se rendent à Burgess Hill, en particulier Brighton et Hove, d'où viennent 14 % des travailleurs de Burgess Hill, Haywards Heath (5 %) et Hassocks (3 %).

### Locale
La ville possède deux centres commerciaux, Market Place et Martlets ainsi que des boutiques à Church Road, Church Walk, Cyprus Road, Junction Road, Keymer Road, London Road, Lower Church Road, Mill Road et Station Road. Plusieurs quartiers commerciaux locaux se sont installés autour de la ville, à Maple Drive, World's End, Weald Road et Sussex Way.

## Jumelages
| Ville | Ville         | Pays | Pays      |
| ----- | ------------- | ---- | --------- |
|       | Abbeville     |      | France    |
|       | Schmallenberg |      | Allemagne |

L'association de jumelage de Burgess Hill a été fondée en 1986.